# Komorane (ort i Kosovo)
Komorane (serbiska: Коморане, albanska: Komoran, Bushat, Bushati) är en ort i Kosovo. Den ligger i den västra delen av landet, 24 km väster om huvudstaden Priština. Komorane ligger 588 meter över havet och antalet invånare är 4 393.
Terrängen runt Komorane är kuperad åt sydväst, men åt nordost är den platt. Komorane ligger nere i en dal. Runt Komorane är det ganska tätbefolkat, med 222 invånare per kvadratkilometer. Närmaste större samhälle är Glogovac, 5,5 km norr om Komorane. Trakten runt Komorane består till största delen av jordbruksmark.